# Termosferă

Straturile atmosferei

Termosfera este învelișul exterior al atmosferei terestre, care se extinde de la 80-85 km până la 400-800 km, și este caracterizată printr-o rarefiere extremă a aerului. Moleculele de gaze sunt disociate în atomi de radiațiile ultraviolete și ca urmare temperaturile cresc, ajungând la 1500 °C spre partea superioară.